# Стоматологический туризм
Стоматологи́ческий тури́зм — разновидность медицинского туризма, поездки нуждающихся в комплексном лечении зубов людей, в города или страны, предоставляющие стоматологические услуги на более выгодных, чем в родном городе (стране), условиях. Такие поездки принято называть стоматологическими турами, а самих путешествующих — стоматологическими туристами.

## Цели стоматологического туризма
Основная цель стоматологического туризма — экономия. Стоматологические путешествия совершаются в те регионы и клиники, где цены на лечение и протезирование зубов являются существенно более низкими, а качество услуг, как минимум, такое же высокое как в родном городе или стране пациента.

## География стоматологического туризма
В Европе и Америке стоматологический туризм существует достаточно долго и имеет широкое распространение. Американцы для лечения зубов предпочитают ездить в Коста-Рику, Таиланд и Мексику, англичане и немцы — в Венгрию, Словакию, Словению, Румынию и Польшу, китайцы и японцы — в Таиланд. Сравнительно недавно стоматологический туризм начал развиваться в России и других постсоветских странах.

## Причины популярности стоматологических туров
- Разница в стоимости одних и тех же стоматологических услуг, в разных городах и странах в том числе и СНГ, может достигать нескольких тысяч долларов (особенно для сложных процедур).
- Возможность предварительно спланировать стоматологический тур на основании дистанционной консультации имплантолога и ортопеда по 3D компьютерной томографии, получить расчет стоимости и продолжительности лечения не выходя из дома
- Проходя лечение за границей, пациент концентрируется на своем лечении, нет необходимости отвлекаться на работу, семейные хлопоты, дорогу до клиники и обратно. Клиника, в свою очередь, предлагает максимально насыщенный график лечения в сжатые сроки.
- Туристические компании могут помочь в организации стоматологических туров, также как и с другими видами туризма, включая оформление транспорта, жилья и других услуг.